# Michał Zebrzydowski
Michał Zebrzydowski herbu Radwan (ur. 19 sierpnia 1613, zm. 19 kwietnia 1667) – wojewoda krakowski w 1667 roku, miecznik koronny w latach 1647-1667, starosta krakowski w latach 1664-1667, starosta lanckoroński w 1638 roku, starosta śniatyński w 1647 roku, rotmistrz wojska powiatowego województwa krakowskiego w 1648 roku.
Syn Jana miecznika koronnego i Barbary Lubomirskiej z Wiśnicza, córki Sebastiana Lubomirskiego.
Na temat wczesnej młodości brak dokładniejszych informacji. W 1634 r. powrócił z podróży po obcych krajach, którą odbył wspólnie z młodszym bratem Franciszkiem Florianem. Między 1634 a 1636 r. wszedł w związek małżeński z Marianną Stadnicką ze Żmigroda. Z tego związku urodziły się dwie córki: Anna, która poślubiła Jana Karola Czartoryskiego (podkomorzego krakowskiego) i Helena, która wyszła za mąż za Jana Opalińskiego (cześnika koronnego).
Poseł sejmiku proszowickiego na sejm ekstraordynaryjny 1635 roku, poseł na sejm ekstraordynaryjny 1647 roku. Był posłem na sejm 1646 roku. W 1647 roku król Władysław IV Waza powołał Michała Zebrzydowskiego na urząd miecznika koronnego. Był członkiem konfederacji generalnej zawiązanej 31 lipca 1648 roku. Wyznaczony komisarzem do rady wojennej w 1648 roku. W czasie wojny kozackiej (1648) zgromadził wojsko i wyruszył na wschodnie rubieże Rzeczypospolitej, lecz nie wiadomo dokładnie kiedy. Spod Beresteczka przez króla Jana Kazimierza został wysłany na Podhale w celu stłumienia buntu chłopskiego, któremu przewodził Aleksander Kostka-Napierski, w czym uprzedził go Piotr Gembicki, biskup krakowski. W czasie najazdu szwedzkiego, na polecenie Jana Kazimierza, Michał Zebrzydowski formował wojsko. W 1655 r. wyjechał na Węgry, ale kiedy Szwedzi zajęli Lanckoronę, powrócił (1656), odzyskał ją, a następnie wyzwolił z rąk najeźdźców Podgórze i Podhale. Gdy nastał pokój, szlachta domagała się od swych posłów na sejm publicznego podziękowania miecznikowi za zasługi położone dla kraju.
W 1664 r. Michał Zebrzydowski został starostą generalnym krakowskim, a w trzy lata później wojewodą krakowskim. Jesienią 1659 r. zaczął chorować. Zmarł w Lanckoronie 19 kwietnia 1667 roku. Został pochowany w kościele w Kalwarii pod kaplicą Matki Bożej Kalwaryjskiej.
Wraz z jego śmiercią zamknęły się dzieje rodziny Zebrzydowskich.

## Wywód genealogiczny
| 4. Mikołaj Zebrzydowski           |  |                                  |  |  |                        |
|                                   |  | 2. Jan Zebrzydowski              |  |  |                        |
| 5. Dorota Herburtówna z Felsztyna |  |                                  |  |  |                        |
|                                   |  |                                  |  |  | 1. Michał Zebrzydowski |
| 6. Sebastian Lubomirski           |  |                                  |  |  |                        |
|                                   |  | 3. Barbara Lubomirska z Wiśnicza |  |  |                        |
| 7. Anna Branicka z Ruszczy        |  |                                  |  |  |                        |
|                                   |  |                                  |  |  |                        |